# Funda nórdica

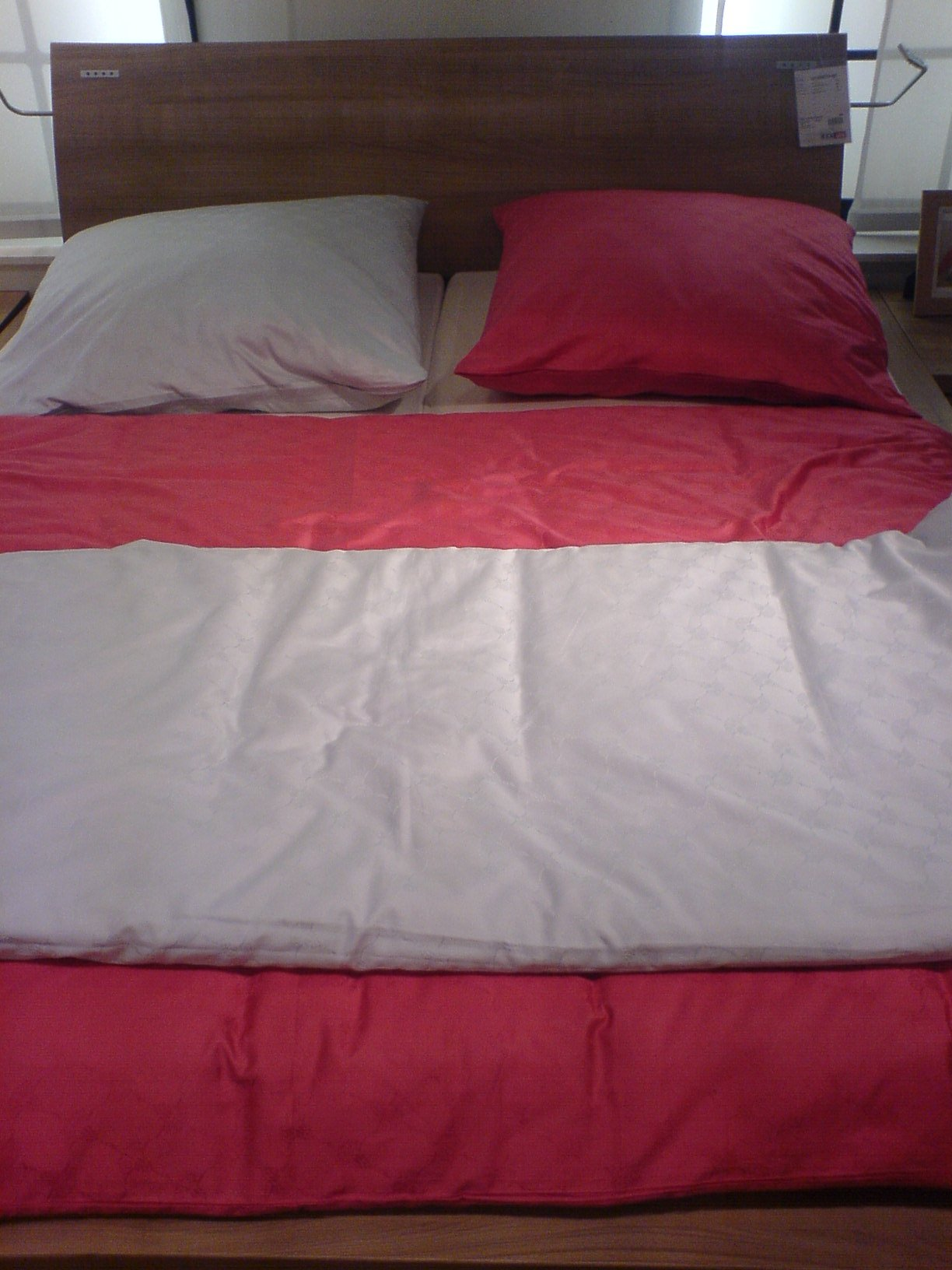
Funda nórdica

La funda nórdica es un cubrecama que tiene dos funciones principales: mantener el calor y decorar la habitación. 
Es una pieza textil habitualmente rectangular que está cosida por tres lados. El lado que queda libre se utiliza para introducir un relleno. Este relleno puede estar elaborado con pluma, plumón, fibras sintéticas o lana. El relleno tiene distintos gramajes, es decir, pesos, y es el responsable de que no se escape el calor de la cama. La funda nórdica se ha puesto muy de moda en muchos hogares porque se puede utilizar en todas las estaciones del año. También facilita el proceso de hacer la cama y se puede prescindir de utilizar sábanas. También se le denomina funda-edredón o edredón nórdico. La principal diferencia con el edredón es que éste es una pieza acolchada sin relleno.

## Acontecimientos
Protegerse de frío siempre ha sido una preocupación del ser humano. Se tiene constancia que sobre el año 3000 a. C. la civilización china ya utilizaba rellenos para cubrirse por la noche. Era una práctica sólo reservada a las clases más altas.
En el siglo I a. C., en el norte de Europa, ya se utilizaron plumas para cubrir el cuerpo y protegerlo. Se observó que las aves, en especial patos y ocas, nadaban por las gélidas aguas de los mares y océanos y se dedujo que sus plumas podían constituir un perfecto aislante térmico. Existe poca documentación al respecto, pero, y también en los países nórdicos (de ahí su nombre, funda nórdica) se utilizaron sacos rellenos de plumas. Para más comodidad y confort se colocaba un saco encima y otro debajo a modo de colchón.
No fue hasta principios del siglo XVIII que el resto de países europeos descubrió la primitiva funda nórdicas. Fue un viajero llamado Pablo Rycaunt que, sin embargo, no tuvo éxito entre sus compatriotas ingleses.
Un siglo después, otro inglés llamado Samuel Jonhson lo intentó y esta vez con algo más de éxito al convencer a los habitantes de las islas británicos que la funda nórdica era mucho más ligera y cómoda que la manta. De Inglaterra, se popularizó al resto de Europa.